# Ciudad Universitaria (metrostation)
Ciudad Universitaria is een metrostation in het stadsdeel Moncloa-Aravaca van de Spaanse hoofdstad Madrid. Het station werd geopend op 13 januari 1987 en wordt bediend door lijn 6 van de metro van Madrid.